# كل يوم سالفة (مسلسل)
كل يوم سالفة، مسلسل تلفزيوني كويتي.تم عرضه عام 2011.

## بطولة
الفنانة منى شداد والفنان عبد الرحمن العقل
ونخبة من النجوم الشاشة الخليجية مثل الفنانة ياسة ومحمد الحملي